# Terjék család (szenterzsébeti)

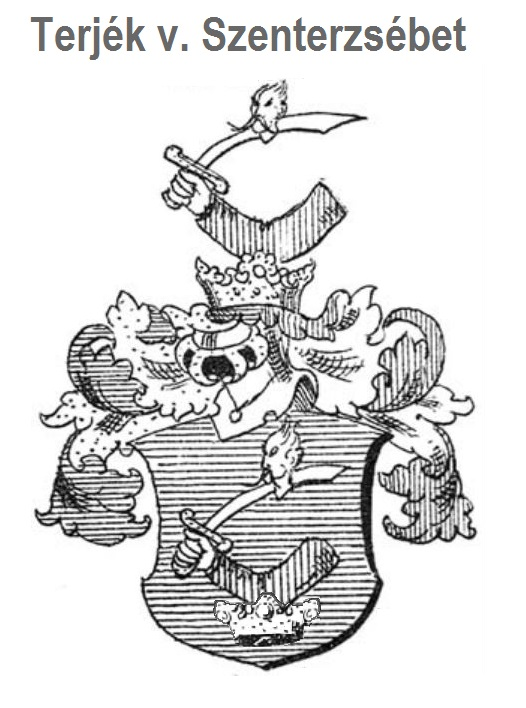
A szenterzsébeti Terjék család címere (Terjék József 1703. március 2-án kelt oklevele alapján)

A szenterzsébeti Terjék család (néhol: "Therjék" vagy "Törjék") egy régi és tekintélyes nemesi család Zala vármegyéből, amelyet oklevél I. Károly magyar király korában említ először, és Luxemburgi Zsigmond kora óta jelentős vármegyei közigazgatási szerepet töltött be az évszázadok során. A 18. század végén kihalt.

## A család története

### A középkorban
A család nemesítésének kora ismeretlen. A családnak a korai vezetéknevét a Kiskutas nevű település után használta; a "szenterzsébeti" nemesi előnevet a család viszont a Zalaegerszeg melletti Szenterzsébethegyen fekvő ősi birtoka után vette fel. Vannak nyomok, amelyek azt mutatják, hogy a Szalók nemzetség leányági leszármazója a kutasi és szenterzsébeti Terjék család; ezt azonban a rendelkezésünkre álló oklevelekkel bizonyítani nem lehet. Az első ismert tagja a családnak Kutasi András, aki 1326-ban minden valószínűséggel már nem élt, mivel gyermekei, Kutasi István, Péter és Pál Rezneki Herbord és Domokos ellen pereskednek Zalában. Kutasi András fia, Kutasi István mester, aki 1326-ban pereskedik, 1339-ben a királyi udvarnokok ispánja volt I. Károly magyar király udvarában. András fia, István mester fia, kutasi Terjék Ferenc zalai földbirtokos volt. Terjék Ferenc feleségül vette a régi zalai nemesi Salamonváry család sarját, Girolthy Katalint, akinek az apja Girolthy Mihály (fl. 1409-1410), földbirtokos volt. Girolthy Mihály apja, "Salamonvári" János, akinek a fivére "Salamonvári" "Vörös" Salamon, és akiknek az apja "Salamonvári" Demeter volt.
1409-ben szenterzsébeti Terjék Ferenc már halott volt, amikor az özvegyét, Girolthy Katalint, Girolthy János fia Mihály lányát, a leánynegyede ügyében kárpótolták. 1421-ben osztoszkodtak, a lovászi és enyingfalvi birtokokon kutasi Terjék Ferenc fiai, Terjék István és Antal. 1424. július 28-án kelt Zsigmond magyar király adománylevele, amelyen megerősítette Terjék Ferenc özvegye, Girolthy Katalin és gyermekei számára a birtokrészt Salomváron, miután megállapodtak az ákosházi Sárkány családdal és más atyafiaival. 1426. július 16-án a vasvári káptalan előtt kutasi Terjék Ferenc, János és Tamás utódai, akik egy őstől származtak, ha magtalanul elhalnának, az zalai birtokaiban kölcsönös örökösödést kötöttek ki. 1439-ben kutasi Terjék Ferenc fia, Terjék István a kapuvári várnagy volt. Terjék István kapuvári várnagyúrnak voltak familiárisai: Kuthosi János és Theskándi Kálmán, azonban ő maga is familiárisa volt a főnemesi Kanizsai családnak. István fiai szenterzsébeti Terjék András, tehetős birtokos, a családfő, Terjék György zalai alispán, Terjék Lőrinc, zalai alispán, és Terjék Illés, zalai alispán voltak; leánya, pedig, Terjék Erzsébet, laki Kaczor György felesége volt. 1452-ben, Terjék András, György és Lőrinc, zalai és vasi birtokaikból 48 telket adtak át szenterzsébeti Terjék Erzsébetnek, amikor férjhez ment; esküvője táján azonban elvették tőle, és felosztották maguk közt. Terjék András megbánta később ezt a tettét, és 1453. február 24-én visszaadta édes-nővérének azt a 16 jobbágytelket, amelyeket leánynegyed és birtokjogai fejében András és édestestvérei, Terjék György és Terjék Lőrinc már korábban neki adtak: a Zala vármegyei Szenthmárton, Thythew, Egervölgy, Andráshida, Jegenye, Zél, Hermanfalva, Szentmihály, és még a Vas vármegyei Jánosfalva birtokokban, közben azonban tőle ismét elvettek.
Szenterzsébeti Terjék György, Terjék István kapuvári várnagynak egy másik fia, zalai alispán volt 1444 és 1455 között, valamint testvére Terjék Lőrinc, 1444 és 1470 között töltötte be a tisztséget. Terjék Györgynek az egyik fia László, aki már néhai volt 1524-ben, felesége ákosházi Sárkány Veronika, Sárkány János és Girolthy Veronika lánya, 1513-ban pereskedett a leánynegyedéért. György testvére szenterzsébeti Terjék Illés 1500–1501-ben Zala vármegye alispánja volt. Első feleségéről, Fajszy Apollóniáról, Fajszy János lányáról maradt egy említés, 1502-ből. Szenterzsébeti Terjék László és ákosházi Sárkány Veronika lánya, Terjék Dorottya, először Csébi Pogány Györgyhöz, csébi Pogány Imre és herbortyai Osl Borbála fiához ment férjhez, majd a gyermektelen özvegy 1507-ben szerepelt mint Zichy Balázs fia, Zichy László felesége (Zichy Balázs, Zichy Benedek fivére volt). Egy 1507-ben kelt oklevélben maradt fenn, hogy csébi Pogány György özvegyének Terjék Dorottyának kiadták a hitbérét és jegyajándékát, ami neki Pogány György részéből járt a Cséb, Lövő, Salomvár, Györkefalva, Keresztúr, Pacsa, Kozmadamján, Ják, Németfalu birtokokból. Később, Terjék Dorottya fiútestvérének, Istvánnak a fia, szenterzsébeti Terjék Pál 1561-ben szerepelt mint Hásshágyi Borbála férje. Ez a Háshágyi Borbála, Háshágyi Dénes, kanizsai várnagy és kányaföldi Kerecseny Katalin lánya volt, aki először bajnai Both György (†1552), bajnai Both Ferenc és Batthyány Ágnes fiának a felesége volt.
Terjék István kapuvári várnagynak a fia, szenterzsébeti Terjék András volt, aki elvette az ősrégi Zichy család sarját, Zichy Katalint, akinek a szülei Zichy Benedek és tapsonyi Anthymus Ilona; Zichy Benedeknének az apja Thapsoni Anthymus Ozsvát (fl. 1394–1429) mester földbirtokos, Garai Miklós nádornak bírságbehajtója Borsod és Heves vármegyékben, a nagyszülei Thapsoni Anthymus György (fl. 1363–1417) mester, földbirtokos, és Györöki Margit voltak. Anthymus Ozsvátnak a nagybátyja Thapsoni Anthymus János (fl. 1368–1423), a Magyar Királyság alnádora 1408 és 1419 között volt.
Az ő rokona, a néhai thapsoni Anthymus János alnádornak a fia, tapsonyi Anthymus János, földbirtokos eladta a szenyéri várkastélyt és mezővárost, továbbá a hozzájuk tartozó 14 birtokot és birtokrészt 1482. augusztus 1-én a pozsonyi káptalan előtt, 6000 forintért Wesaki Peroltnak, az esztergomi érsekség birtokainak adminisztrátora, majd zólyomi ispán, Aragóniai Beatrix magyar királyné egyik olasz kísérőjének. Perolt iktatásának ugyanis 1482. augusztus 27-én számosan ellentmondtak, pontosabban az Anthymus család atyafiságos rokonai; szenterzsébeti Térjék András és felesége Zichy Katalin, valamint gyermekei nevében Terebezd egész, Merke és Tapsony félbirtokokat, valamint Kerektó és Kisinke prédiumokat illetően tiltakoztak. Nem tudni ha valamilyen tisztséget betöltöttek volna a megyében a jómódú köznemes Terjék Benedek (fl. 1433-1437), és fivére Terjék András (fl. 1453-1484), azonban ismert, hogy Terjék Benedeknek familiárisa volt 1437-ben, amikor Csehországba készült nemes Aracsai Péter szolgálója társaságában. 1484-ben Terjék Andrást már halottnak említik, amikor özvegye, Zichy Katalin és gyermekei, Terjék Elek és testvérei pereskedtek a Szenyéri vár fölötti jogaik érvényesítésért. 1484. július 19-én, Terjék András, még életben volt, azonban 1486. december 19-én már nem élt; halála után fia, Terjék Elek kezébe vette a birtok peres ügyeit. A hosszú éveken keresztül tartó pereskedést, özvegy Terjék Andrásné Zichy Katalin és fia, szenterzsébeti Terjék Elek, 1496-ban, majd a 16. század elején folytatták, hogy a Somogy vármegyei tapsonyi Anthymus család birtokait megszerezzék. 1513-ban Terjék Elek már nem élt, özvegye – több birtokai között – egy bocföldei jobbágyportát birtokolt. Tejék Elek leánya, Zalay Mihály felesége 1524-ben birtokolta az Anthymus örökség után szerzett Terebezd felét.
Terjék András és Zichy Katalin fia, Terjék Elek belekeveredett a Somogy vármegyei Szenyéri vár örökösödési vitájába, amelyhez voltak bizonyos jogai anyai nagyanyja, Zichy Benedekné tapsonyi Anthimus Ilona után. 1491-ben tapsonyi Anthimus fia, János alnádor fia, János mester és Wesaki Perolth ellen, szenterzsébeti Terjék Elek bosszúból több kárt tett nekik, például éjszakán felgyújtotta a vár aljánál levő házakat. A végén semmi jogot nem sikerült érvényesítenie. Felesége neve ismeretlen, egy 1510-ben kelt oklevélben Margit asszonynak nevezik. A mohácsi csata utáni zűrzavar alatt, a kettős királyság korában, Elek egyik fia, szenterzsébeti Terjék Antal kegyvesztett lett 1529-ben, mivel Nádasdy Tamás (a majdani nádor) hűséges familiárisa volt. Terjék Antal és Nádasdy Tamás ekkor I. Ferdinánd magyar királyt támogatta Szapolyai Jánossal szemben. Terjék Antal zalai földbirtokait I. János király pölöskefői Eördög Mátyásnak adta át, azonban később Terjék Antal visszaszerezte, amikor a Habsburg uralkodó kerekedett felül. Terjék Antal 1532-ben királyi emberként szerepelt, azonban 1542-ben Terjék Antal már nem élt. Antal felesége neve ismeretlen, a boldogfai Farkas család levéltárában egyik elenchus (jegyzék) szerint, Zichy Erzsébet (fl. 1566–1572) lehetett, azonban ezt megmaradt források hiánya miatt, az eddigi feltárt oklevelek alapján nem lehet alátámasztani. Nádasdy Tamás nádor egyik hű familiárisa Zichy Rafael (fl. 1531–1584), Zala vármegye alispánja, földbirtokos, tehát Terjék Antalné Zichy Erzsébet neki egy közeli rokona lehetett.
Terjék Antal özvegye 1566-ban még életben volt. Terjék Antal leánytestvére szántói Botka Imréné szenterzsébeti Terjék Márta volt. Szenterzsébeti Terjék Antal fia, Sebestyén vitte tovább a családot, és ugyanott lakott az ősi Zala vármegyei birtokain. 1545-ben a Terjék fivérek, Terjék Pál, Sebestyén és János, Zala megyei birtokosokként szerepeltek, később 1557-ben már szerepelt Terjék Tamás fivérük is, azonban Terjék János ekkor már nem élt; özvegye férjhez ment Káldi Mártonhoz, és pereskedett, hogy első férje birtokaiból az őt megillető részt szerezze meg Terjék Tamástól, Páltól és Sebestyéntől.
A Vas vármegyei nádasdi Nádasdy család sarja, Nádasdy Ferenc (†1541), a kanizsai várnagynak az első felesége, szenterzsébeti Terjék Orsolya (†1529), szenterzsébeti Terjék Tamás leánya volt: gyermekük, báró Nádasdy Tamás (1498–1562) Horvátország és Szlavónia bánja, Vas vármegye főispánja, 1542-től a Magyar Királyság országbírója, 1554-től a Magyar Királyság nádora. Terjék István, Pál fia felesége volt gersei Pethő Zsuzsa 1586 körül.

### Az újkorban

#### Sebestyén ága
Szenterzsébeti Terjék Sebestyén fia, Terjék Gergely, Andráshidán lakott. 1597 és 1599 között, majd 1617 és 1619 között Zala vármegye adószedője volt. 1617-ben 300 magyar forintért megvásárolt 6 jobbágytelket Kuthassyszentmártonban, és az andráshidai jobbágytelkeket atyafiságos szeretetből visszaadta Terjék László fia Tamásnak, aki a család másik ágából való volt. Szenterzsébeti Terjék Gergely felesége a Rudnay család sarja, rudnai és divékújfalusi Rudnay Borbála lett. 1622-ben idősebb nádasdi Darabos Gáspár a dobronyi, teskándi, bocföldi, hagyárosi, csatári jószágait Terjék Gergelynek zálogosította el. Terjék Gergely Batthyány Ferenc Sopron vármegyei főispánnak a familiárisa volt; 1622-ben és 1623-ban a főúrnak a képviselője volt a Zala megyei közgyűlésen.
Terjék Gergely és rudnói Rudnay Borbála gyermekei: Terjék Miklós (fl. 1632–1646), Terjék Ferenc és Terjék János (fl. 1632–1674). 1633-ban az egyik gyermekük Terjék Miklós zálogba adta az alsó-szentmihályfai pusztát 100 forintért, a szülei és testvérei nevében. 1632. augusztus 26-án Terjék Miklós és fivére Terjék János ellentmondott a volt jobbágyuknak, Dömötör Mihálynak az armális publikálásának. Terjék Miklós 1636. szeptember 4-én zalai adószedő volt. Szenterzsébeti Terjék Miklós, aki 1642 és 1646 között egerszegi lovashadnagy volt,
Terjék Miklós fivére, Terjék Ferenc feleségül vette osztopáni Perneszy Annát, akitől született az egyetlen leánya, szenterzsébeti Terjék Mária (fl. 1632), akinek a férje, hertelendi és vindornyalaki Hertelendy Ambrus (fl. 1605–1607), Vas vármegye szolgabirája, aki 1632-ben már nem él (Terjék Mária és Hertelendy Ambrus dédunokája kehidai Deák Ferenc volt). Másrészt, Terjék Gergelynek és Rudnay Borbálának egy másik fia szenterzsébeti Terjék János volt; 1643-ban találjuk Nyitrán mint a püspökség és a nyitrai vár tiszttartója, később, 1645. június 3-ától 1646. április 12-ig szerepelt mint Zala vármegye adószedője. 1647 augusztusától 1648. novemberig Zalaegerszegről és Sümegről levelezett gróf Batthyány Ádámmal, mégmindig tiszttartói minőségben, majd 1649 januárjától ismét Nyitrán tartózkodik Terjék János tiszttartó, aki akörül az esztergomi prímás familiárisai, szervitorai közé tartozó pohroncz-szelepcsényi Maholányi Borbálát vette feleségül. Maholányi Borbála családja Szelepcsényi György esztergomi érseksége alatt emelkedett fel; a legsikeresebb Maholányi családbeli, Terjék Jánosné unokaöccse, báró pohroncz-szelepcsényi Maholányi János (†1699), királyi személynök volt. 1650. október 26-án Terjék János, szentjakabi Pethő György, Bornemissza Ferenc, Meszlény Benedek urakkal együtt soproni, vasi és zalai birtokadományokban részesült magszakadás miatt.
1655. december 29-én az esztergomi káptalan beiktatta szenterzsébeti Terjék Jánost, nejét Maholányi Borbálát, valamint Gergely, László, Imre és Magdaléna gyermekeit, az „Iuanczy-Aiakas” birtokba. Terjék János a nyitrai püspökség és a vár tiszttartója volt, és 1663-ban rövid ellenállás után, átadta a töröknek a Nyitra várát. Alig egy évvel később, Szelepcsényi György érsek közbenjárásával, 1664. november 4-én I. Lipót magyar király, kegyelmet adott Terjék Jánosnak a Nyitra vár feladásával elkövetett hűtlensége miatt. Terjék János 1667. június 29.-én elfoglalta a boldogkői várat az érsek nevében, majd ellátta a vár tiszttartói tisztséget közel 8 évig (1675-ben Hankony János már a vár tiszttartója volt). Terjék János 1674-ben pedig ismét Zalában tartózkodott fiával, Terjék Gergellyel, akivel értékelve felszabadította a László András nevű jobbágyját; ugyanakkor Terjék János megengedte, hogy nemességért folyamodjon a volt jobbágya, és a Salomváron levő elzálogosított birtokát neki adja (ez lesz a majdani nemesi származású salomvári László család genezise). Szenterzsébeti Terjék János és Maholányi Borbála gyermekei között található: szenterzsébeti Terjék Mária, akinek a férje sidi Sidy Mihály (†1711), az Egervári várkastély vicekapitánya, és szenterzsébeti Terjék Gergely andráshidai földbirtokos, akinek Mogyorossy Judit volt a neje. A szenterzsébeti Terjék család földbirtokainak és levéltárának egy igen jelentős részét, a sidi Sidy család örökölte, majd tőlük a boldogfai Farkas család.

#### István ága
A családnak a másik ágától származó tagjai közül szerepel, Terjék István és gersei Pethő Zsuzsanna fia György, aki adószedő és szolgabíró volt Zalában. Felesége Eszéky Erzsébet és gyermeke Ferenc volt, aki feleségül vette nagypatyi Patthy Zsuzsannát, Zsigmond lányát, és tőlük egy lány származott, szenterzsébeti Terjék Júlia, ákosházi Sárkány Gábor főszolgabíró felesége, és egy fiú, szenterzsébeti Terjék József, aki 1712-ben már nem élt. József felesége Csákányi Klára 1724-ben már nem élt, és gyermekük szenterzsébeti Terjék László. László felesége Dömötör Judit (1706–1788), és ő maga volt az utolsó férfi tagja a családnak. Egyik lánya, szenterzsébeti Terjék Éva (1726–1785) Andráshidán lakott és férje Miszell József volt, közös gyermekeik az 1700-as évek elején születtek. Másik lányuk szenterzsébeti Terjék Borbála (1731–1789), Söptey Pál (1722–1780) neje, és szintén andráshidai lakosok voltak. Az asszonyok halálával kihalt a Terjék család.
Terjék Krisztina 1696-ban a Vas vármegyében említett Mogyorossy Ferenchez ment feleségül. Az ő unokatestvére Mogyorossy Ádám, aki 1673-ban volt vasi főszolgabíró, viszont Terjék Máriát vette feleségül.

## A szenterzsébeti Terjék család címere
A középkor, valamint a kora újkor során a szenterzsébeti Terjék család tagjai címer helyett oklevelekben és magán levelekben gemma-pecséteket használtak. Az ókori görög és római világot képviselő ősrégi gemma-pecsétek az olasz renaissance-nak az egyik hagyatéka a középkori magyar világban, amely műveltséget és kifinomultságot jelentett. Terjék Gáspár 1521. április 28-án oklevelén az aláírása mellett megmaradt az általa használt gemma-pecsétje, amelyen egy teljes alakú emberi figura látható. Később, Terjék János, aki 1643 és 1654 között a nyitrai püspökség tiszttartója, valamint atyja, Terjék Gergely, és fivére szenterzsébeti Terjék Miklós, zalaegerszegi lovashadnagy, gyakran gemma-pecséteket használtak magán levelezésben és szerződésekben.
A család több tagja által használt címer megmaradt néhány iratban: ezen egy háromleveles koronán török fejjel átszúrt kardot tartó könyöklő vörös ruhás kar látható. Ez a címere a szenterzsébeti Terjék családnak például, szenterzsébeti Terjék József 1703. március 2-án kelt oklevelében, az aláírása mellett látható. Ennek a címernek az eredete és kora nem állapítható meg, másrészt nem ismeretes mióta használták mivel a Terjék család középkori oklevelei legnagyobb részén csak viaszpecsét nyomai vannak; ezek lekoptak az évszázadok során.

## Az eddig ismert családfa
- A1 Kutasi András 1326-ban néhai
  - B1 István mester, 1326 pereskedik,[58] 1339-ben a királyi udvarnokok ispánja[59]
    - C1 kutasi Terjék Ferenc 1409-ben néhai. Felesége: Girolthy Katalin (fl. 1424)
      - D1 István 1439-ben kapuvári várnagy
        - E1 szenterzsébeti Terjék András (fl. 1453–1482), zalai birtokos, 1484-ben néhai. Felesége zicsi Zichy Katalin (I. Zichy Benedek és tapsonyi Anthymus Ilona lánya)
          - F1 Elek (fl. 1480–1510) 1513-ban néhai. Felesége N. Margit (fl. 1513)
            - G1 Antal (fl. 1513–1549). Felesége zicsi Zichy Erzsébet (özvegy: fl. 1566–1572)
              - H1 Sebestyén (fl. 1545–1564)
                - I1 Gergely (fl. 1597–1623), 1633-ban néhai, Zala vármegyei adószedő 1597 és 1599 között, földbirtokos. Felesége: rudnói Rudnay Borbála (fl.1633)
                  - J1 Ferenc (fl. 1644 1658), földbirtokos. Neje: osztopáni Perneszy Anna
                    - K1 Mária (fl. 1632). Férje: hertelendi és vindornyalaki Hertelendy Ambrus (fl. 1605–1607), Vas vármegye szolgabirája, 1632-ben néhai (dédunokájuk: Deák Gáborné Hertelendy Anna)

                  - J2 Miklós (fl. 1632–1646) egerszegi lovaskapitány 1642 és 1646 között
                  - J3 János (fl. 1632–1674) Zala vármegyei adószedő 1645 és 1646 között, nyitrai püspökség és a vár tiszttartója. Felesége: pohroncz-szelepcsényi Maholányi Borbála (fl. 1655)
                    - K1 Gergely (fl. 1655)
                    - K2 László (fl. 1655)
                    - K3 Imre (fl. 1655)
                    - K4 Magdolna (fl. 1655)
                    - K5 Mária (fl. 1688–1692). Férje: sidi Sidy Mihály (†1711), az Egervári várkastély vajdája, majd a vicekapitánya, földbirtokos, főszolgabíró

              - H2 Tamás  (fl. 1542–1557), a nagykanizsai vár tiszttartója, várparancsnoka,  földbirtokos.
                - I1 László (fl. 1605–1617), földbirtokos. Neje: gersei Pethő Orsolya (fl. 1605)

          - F2 Gáspár  (fl. 1483–1493), földbirtokos.

        - E2 György zalai alispán 1444 és 1455 között
          - F1 László 1524-ben néhai. Felesége ákosházi Sárkány Veronika
            - G1 Dorottya. 1. férje csébi Pogány György, földbirtokos (Pogány Imre és herbotyai Osl Borbála fia) 2. férje: zicsi és Zichy László, földbirtokos (Zichy Balázs és Apajfi Ilona fia)
            - G2 István
              - H1 Pál (fl. 1561), földbirtokos. Felesége: Hásshágyi Borbála (fl. 1561), akinek az apja Háshágyi Dénes (fl. 1483–1536), a nagykanizsai vár várnagya (1. férje: bajnai Both György).
                - I1 István. Felesége: gersei Pethő Zsuzsanna
                  - J1 György zalai adószedő és szolgabíró. Felesége: Eszéky Erzsébet
                    - K1 Ferenc. Neje: nagypatyi Patthy Zsuzsanna
                      - L1 Júlia ákosházi Sárkány Gábor főszolgabíró felesége
                      - L2 József. 1712-ben néhai. Felesége: Csákányi Klára
                        - M1 László. Felesége: nemes Dömötör Judit (*1706–†Andráshida, 1788. március 1.)
                          - N1 Éva (*1726–†Andráshida, 1785. december 2.). Férje: nemes Mészell József (*1721–†Szentpál, 1794. június 11.) földbirtokos.
                          - N2 Borbála (*1731–†Andráshida, 1789. december 14.), nemes Söptey Pál (*1722–†Andráshida, 1780. szeptember 26.)

  - B2 Péter, 1326-ban pereskedik
  - B3 Pál, 1326-ban pereskedik
    -       - D2 Antal
        - E3 Lőrinc zalai alispán 1444 és 1470 között
        - E4 Illés zalai alispán 1500 és 1501 között. Felesége: Fajszy Apollónia
        - E5 Erzsébet. Férje: kaczorlaki Kaczor György, aki 1444-ben a királyi kúria jegyzője, zalai alispán.